# Liste der Monuments historiques in Annelles
Die Liste der Monuments historiques in Annelles führt die Monuments historiques in der französischen Gemeinde Annelles auf.

## Liste der Objekte
| Bezeichnung                                                                                  | Beschreibung                                                                         | Standort                        | Kennzeichnung | Schutzstatus    | Datum     | Bild |
| -------------------------------------------------------------------------------------------- | ------------------------------------------------------------------------------------ | ------------------------------- | ------------- | --------------- | --------- | ---- |
| Drei Gemälde: Kreuzabnahme, Jesus und die Samariterin und Christus erscheint Maria Magdalena | Ölfarbe auf Leinwand, 18. Jahrhundert, Jacques Wilbault zugeschrieben; 1940 zerstört | in der Kirche St-Sulpice (Lage) | PM08000634    | Classé gelöscht | 1908 1944 |      |